# Louis Le Puloch
Louis Le Puloch, né le 3 avril 1904 à Nantes (Loire-Inférieure) et mort le 22 septembre 1976 à Douarnenez (Finistère), est un militaire français. Général d'armée, il est chef d'état-major de l'Armée de terre du 18 juillet 1960 au 2 avril 1965.

## Biographie

### Formation
Louis Le Puloch effectue ses études secondaires au lycée Carnot de Tunis et au lycée Georges-Clemenceau de Nantes.
Il intègre l’École spéciale militaire de Saint-Cyr, promotion de Metz et Strasbourg (1922-1924), dont il sort major.

### Carrière militaire
En 1924, il est nommé sous-lieutenant dans l'infanterie coloniale ; promu capitaine en 1932, il entre l'année suivante à l'École supérieure de guerre. Il sert en Indochine de 1935 à 1939. Il participe à la bataille de France en 1940 à la tête du 1er régiment d'infanterie coloniale. En 1941, il est affecté au Sénégal, puis est nommé commandant du régiment d'infanterie coloniale du Maroc,. Le 28 août 1944 à la suite du débarquement de Provence et de la bataille de Toulon, il reçoit la reddition de l'amiral allemand Heinrich Ruhfus.
En 1945, il est promu colonel et est chargé de la section coloniale à l'état-major de la Défense nationale. De 1946 à 1949, il sert à nouveau en Indochine,,.
En 1953, il devient général de brigade et auditeur à l'Institut des hautes études de défense nationale ; en 1954, directeur du groupe d'études tactique institué à Fontainebleau par le commandant en chef des forces alliées Centre-Europe. En 1956, il accède au commandement la 12e division d'infanterie en Oranie,,.
En 1957, il est nommé général de division, et prend le commandant supérieur des forces armées dans la zone Afrique équatoriale française du Cameroun,,.
En 1959, il devient général de corps d'armée et général d'armée en 1960. A cette date et jusqu'en 1965, il devient le chef d'état-major de l'armée de terre française,,.

### Carrière dans le milieu civil
Admis en 2e section en 1965, il devient président de la Société de développement régional du Sud-Est. Il meurt le 21 septembre 1976,.
Son fils meurt au Tchad en 1972.

## Décorations

### Françaises
- Grand-croix de la Légion d'honneur[7].
- Croix de guerre 1939–1945.
- Croix de la Valeur militaire.
- Médaille coloniale.

### Étrangères
- Commandeur de la Legion of Merit ( États-Unis).
- Commandeur de l'ordre du Ouissam alaouite ( Maroc).
- Grand-croix de l'ordre d'Aviz ( Portugal, 28 janvier 1963)[10]